# تیم برنرز-لی

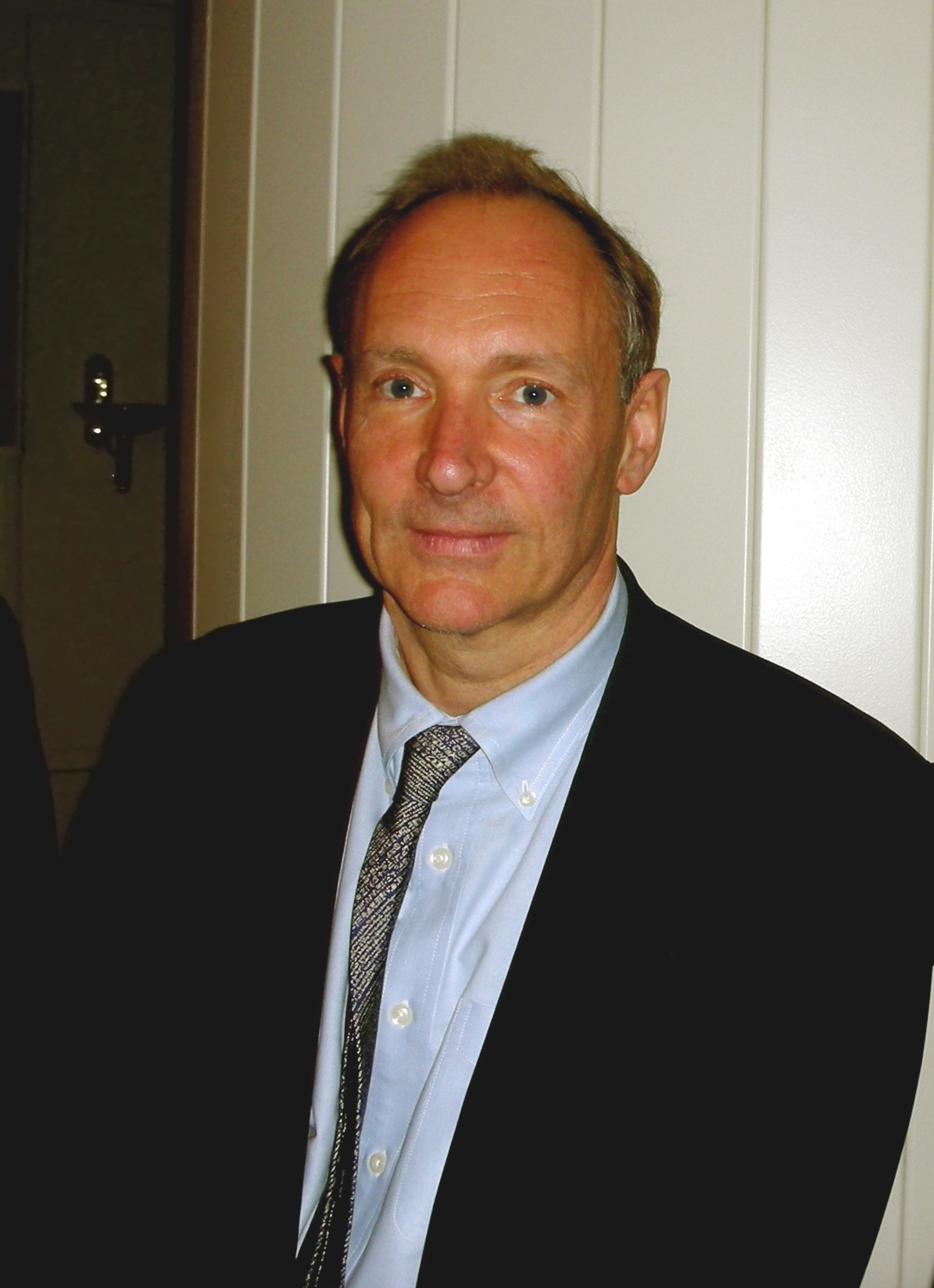
تیم برنرز-لی در آوریل ۲۰۰۹

سر تیموتی جان برنرز-لی (به انگلیسی: Sir Timothy John Berners-Lee)
(زادهٔ ۸ ژوئن ۱۹۵۵ در لندن) دانشمند بریتانیایی علوم رایانه است که بیشتر برای اختراعش، وب جهان گستر شناخته می‌شود. او محقق علوم کامپیوتر در دانشگاه آکسفورد و پروفسور مؤسسه فناوری ماساچوست است. در ۱۲ مارس ۱۹۸۸، او یک سیستم مدیریت اطلاعات را پیشنهاد کرد. سپس در اوسط نوامبر، اولین ارتباط موفق میان کاربر پروتکل انتقال ابرمتن (HTTP) و سرور را از طریق اینترنت اجرایی کرد.
برنرز-لی ریاست ائتلاف وب جهان‌گستر را بر عهده دارد که بر تداوم توسعه وب نظارت می‌کند. او (به همراه رزماری لیث؛ همسر آینده‌اش) بنیاد وب جهان‌گستر را پایه‌گذاری کرد. او محقق ارشد و رئیس هیئت مؤسس ۳کام در آزمایشگاه علوم کامپیوتر و هوش مصنوعی مؤسسه فناوری ماساچوست (CSAIL) است. او مدیر تحقیقات نوآور علوم وب و عضو هیئت مشورتی مرکز هوش جمعی موسسه‌ فناوری ماساچوست است. در سال ۲۰۱۱، او به عنوان یکی از اعضای هیئت امنای بنیاد فورد معرفی شد. او بنیان‌گذار و رئیس موسسه اپن دیتا و در حال حاضر مشاور شبکه اجتماعی می‌وی است.
در سال ۲۰۰۴، برنرز لی به دلیل کارهای پیشگامانه خود، نشان شوالیه را از سوی ملکه الیزابت دوم دریافت کرد.
او اولین مرورگر وب و سرور وب را ابداع و پیاده‌سازی کرد و به توسعه فزاینده وب پس از آن کمک کرد. او در حال حاضر کنسرسیوم وب جهان‌گستر را مدیریت می‌کند که ابزارها و استانداردهایی را برای ارتقای پتانسیل وب توسعه می‌دهد. در آوریل ۲۰۰۹، او به عنوان دستیار خارجی آکادمی ملی علوم انتخاب شد.

### کنسرسیوم وب جهان‌گستر (W3C)
در سال ۱۹۹۴، تیم برنرز-لی سازمان W3C (World Wide Web Consortium) را در MIT تأسیس کرد. این سازمان وظیفه استانداردسازی فناوری‌های وب و اطمینان از دسترس‌پذیری و پایداری آن را بر عهده دارد.

### دیدگاه‌های اجتماعی و اخلاقی
برنرز-لی از ابتدا بر این باور بود که وب باید یک ابزار آزاد و غیرمتمرکز باشد. او همواره تاکید کرده که اینترنت نباید در انحصار شرکت‌ها یا دولت‌ها باشد. در سال ۲۰۱۹، او پروژه‌ای به نام "Contract for the Web" را راه‌اندازی کرد که هدف آن تضمین دسترسی آزاد و امن به اینترنت برای همه است.

### چالش‌های پیش رو
تیم برنرز-لی در سال‌های اخیر درباره مسائلی مانند نقض حریم خصوصی، انحصار اینترنت توسط شرکت‌های بزرگ و گسترش اطلاعات نادرست ابراز نگرانی کرده است. او معتقد است که برای حفظ روح اولیه وب باید تلاش‌های بیشتری انجام شود تا اینترنت همچنان ابزاری برای آزادی، دانش و ارتباط باقی بماند.
او در فهرست ۱۰۰ شخصیت برجسته قرن بیستم مجله تایم قرار گرفت و جوایز متعددی برای اختراعش دریافت کرده‌است. در مراسم افتتاحیه المپیک تابستانی ۲۰۱۲، از او به عنوان «مخترع وب جهانی» تقدیر شد؛ در این مراسم، او در حالی که با یک کامپیوتر قدیمی نکست کار می‌کرد، توییت کرد: «این برای همه است» که این پیام با کمک چراغ‌های ال‌ای‌دی متصل به صندلی‌های تماشاگران، روی سکوها ظاهر شد. او جایزه تورینگ ۲۰۱۶ را برای «اختراع وب جهانی، اولین مرورگر وب و پروتکل‌ها و الگوریتم‌های اساسی که به وب اجازه مقیاس‌پذیری می‌دهد» دریافت کرد.

## زندگی
سر تیموتی جان برنرز-ل فارغ‌التحصیل دانشگاه آکسفورد و مخترع وب جهان‌گستر است، یک ابتکار فرا رسانه‌ای تحت اینترنت برای به اشتراک‌گذاری جهانی اطلاعات در شبکهٔ سرن (CERN)، لابراتوار فیزیک هسته‌ای اروپا، در ۱۹۸۹. در ۲۵ دسامبر ۱۹۹۰ به کمک رابرت کی‌لیو و یک دانشجوی جوان در سرن، او اولین ارتباط موفقیت‌آمیز بین یک میزبان و کاربر پروتکل انتقال ابرمتن از طریق اینترنت را برقرار کرد. مشخصاتی که او از URI, HTTP و HTML استخراج کرده بود، به عنوان فناوری وب منتشر شد.
او مدیر کنسرسیوم وب جهان‌گستر است. همچنین او مدیر بنیاد وب جهان‌گستر می‌باشد که در سال ۲۰۰۹ برای سرمایه‌گذاری و تلاش برای هماهنگی بیشتر برای استفاده از مزایای بالقوه وب برای بشر راه‌اندازی شده‌است.
از سال ۲۰۰۴ میلادی وی در دانشکده برق و علوم کامپیوتر دانشگاه ساوتهمپتون انگلستان بر روی پروژهٔ جدیدش وب معنایی کار می‌کند.
در ۲۰۰۷ او همراه با آلبرت هافمن در رتبه اول در لیست صد نفره بزرگترین نوابغ زنده تلگراف آورده شد.
در ۴ آوریل ۲۰۱۷، انجمن ماشین‌های حسابگر لی را به عنوان دریافت‌کننده سال ۲۰۱۶ جایزه تورینگ معرفی کرد.

## تیم برنرز لی و وب
به گفتهٔ تیم برنرز-لی، وب هم مانند بیشتر انسان‌ها پس از ۲۰ سالگی به مرحله اصلی شکوفایی خود رسیده‌است. او به روزنامه استاندارد چاپ اتریش گفته‌است که ما هنوز در سطح باقی مانده‌ایم و از تمام توانایی‌های وب استفاده نمی‌کنیم. خالق وب همزمان همگان را فرا خوانده تا از توانایی‌ها، خلاقیت و دانش خود برای گسترش امکانات اینترنت استفاده کنند.
به اعتقاد تیم برنرز لی، اینترنت منعکس‌کننده بشریت است با تمام زشتی‌ها و زیبایی‌هایش و اهمیت آن آنقدر زیاد است که باید یکی از موارد حقوق بشر به حساب آید.